# 1899 en Ontario
Chronologie de l'Ontario
- 1895
- 1896
- 1897
- 1898
- 1899
- 1900
- 1901
- 1902
- 1903

Cette page concerne des événements d'actualité qui se sont produits durant l'année 1899 dans la province canadienne de l'Ontario.

## Politique

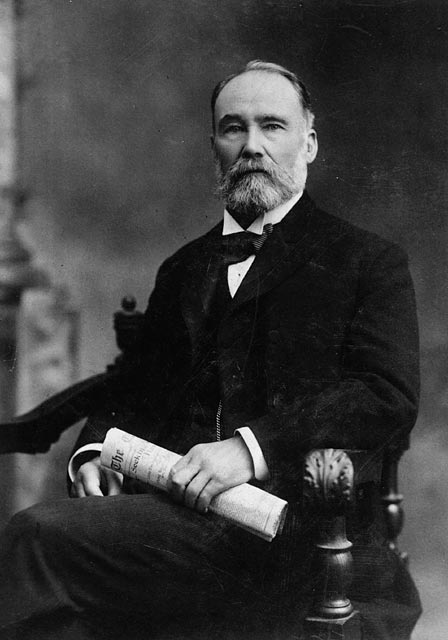
George William Ross, 5e Premier ministre de l'Ontario

- Premier ministre : Arthur Sturgis Hardy puis  George William Ross, Parti libéral.
- Chef de l'Opposition: James Whitney (Parti conservateur).
- Lieutenant-gouverneur: Oliver Mowat
- Législature: 9e (en)

## Événements

### Mars
- 14 mars : le député libéral-conservateur fédéral de Brockville John Fisher Wood est décédé en fonction d'un arrêt cardiaque à l'âge de 46 ans.

### Avril
- 20 avril : le libéral William Henry Comstock (en) est élu député fédéral de Brockville à la suite de la mort du libéral-conservateur John Fisher Wood le 14 mars dernier.

### Juillet
- 31 juillet : Le député fédéral de l'Ontario-Ouest et président de la Chambre des communes James David Edgar (en) est décédé en fonction à l'âge de 57 ans à la suite de sa mauvaise santé.

### Septembre

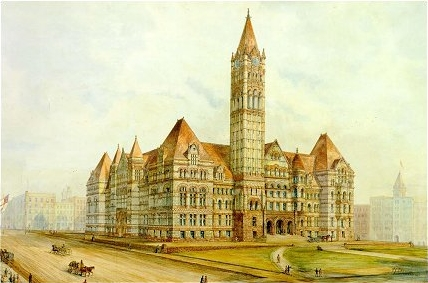
Ancien Hôtel de ville de Toronto

- Inauguration de l'Ancien hôtel de ville de Toronto.

### Octobre
- 21 octobre : George William Ross devient premier ministre de l'Ontario, remplaçant Arthur Sturgis Hardy.

## Naissances
- 10 novembre : Billy Boucher, joueur de hockey sur glace († 10 novembre 1958).

## Décès
- 10 février : Archibald Lampman, poète (° 17 novembre 1861).
- 14 mars : John Fisher Wood, député fédéral de Brockville (1882-1899) (° 12 octobre 1852).
- 31 juillet : James David Edgar (en), député fédéral de Monck (1872-1874) et de l'Ontario-Ouest (1884-1899) et 7e président de la Chambre des communes (° 10 août 1841).
- 29 août : Catharine Parr Traill, pionnière, femme de lettres, naturaliste et professeur (° 9 janvier 1802).
- 25 octobre : Grant Allen, écrivain (° 24 février 1848).
- 13 décembre : 
  - George Airey Kirkpatrick (en), député fédéral de Frontenac (1870-1892) et 7e lieutenant-gouverneur de l'Ontario (° 13 décembre 1841).
  - Lucius Richard O'Brien (en), peintre (° 15 août 1832).